# Список астероїдів (10901—11000)
| Назва                                  | Тимчасове позначення | Дата відкриття    | Місце відкриття                              | Відкривач                                              |
| -------------------------------------- | -------------------- | ----------------- | -------------------------------------------- | ------------------------------------------------------ |
| (10901) 1997 WS21                      | 1997 WS21            | 30 листопада 1997 | Обсерваторія Оїдзумі                         | Такао Кобаяші                                          |
| (10902) 1997 WB22                      | 1997 WB22            | 25 листопада 1997 | Станція Сінлун                               | SCAP                                                   |
| (10903) 1997 WA30                      | 1997 WA30            | 24 листопада 1997 | Обсерваторія Кушіро                          | Сейджі Уеда, Хіроші Канеда                             |
| (10904) 1997 WR31                      | 1997 WR31            | 29 листопада 1997 | Сокорро (Нью-Мексико)                        | LINEAR                                                 |
| (10905) 1997 WB38                      | 1997 WB38            | 29 листопада 1997 | Сокорро (Нью-Мексико)                        | LINEAR                                                 |
| (10906) 1997 WO44                      | 1997 WO44            | 29 листопада 1997 | Сокорро (Нью-Мексико)                        | LINEAR                                                 |
| 10907 Савалль (Savalle)                | 1997 XG5             | 6 грудня 1997     | Коссоль                                      | ODAS                                                   |
| 10908 Каллештроетцель (Kallestroetzel) | 1997 XH9             | 7 грудня 1997     | Коссоль                                      | ODAS                                                   |
| (10909) 1997 XB10                      | 1997 XB10            | 5 грудня 1997     | Обсерваторія Дінік                           | Ацуші Суґіе                                            |
| (10910) 1997 YX                        | 1997 YX              | 20 грудня 1997    | Обсерваторія Оїдзумі                         | Такао Кобаяші                                          |
| (10911) 1997 YC1                       | 1997 YC1             | 19 грудня 1997    | Станція Сінлун                               | SCAP                                                   |
| (10912) 1997 YW5                       | 1997 YW5             | 25 грудня 1997    | Обсерваторія Оїдзумі                         | Такао Кобаяші                                          |
| (10913) 1997 YE14                      | 1997 YE14            | 31 грудня 1997    | Обсерваторія Оїдзумі                         | Такао Кобаяші                                          |
| 10914 Такер (Tucker)                   | 1997 YQ14            | 31 грудня 1997    | Прескоттська обсерваторія                    | Пол Комба                                              |
| (10915) 1997 YU16                      | 1997 YU16            | 29 грудня 1997    | Станція Сінлун                               | SCAP                                                   |
| 10916 Окінаоуна (Okina-Ouna)           | 1997 YB17            | 31 грудня 1997    | Обсерваторія Тітібу                          | Наото Сато                                             |
| (10917) 1998 AN                        | 1998 AN              | 5 січня 1998      | Обсерваторія Оїдзумі                         | Такао Кобаяші                                          |
| 10918 Кодай (Kodaly)                   | 1998 AS1             | 1 січня 1998      | Обсерваторія Кітт-Пік                        | Spacewatch                                             |
| (10919) 1998 AQ8                       | 1998 AQ8             | 10 січня 1998     | Обсерваторія Ондржейов                       | Ленка Коткова                                          |
| (10920) 1998 BC1                       | 1998 BC1             | 19 січня 1998     | Обсерваторія Оїдзумі                         | Такао Кобаяші                                          |
| 10921 Романозен (Romanozen)            | 1998 BC2             | 17 січня 1998     | Астрономічна обсерваторія Мадонни Доссобуоно | Астрономічна обсерваторія Мадонни Доссобуоно           |
| (10922) 1998 BG2                       | 1998 BG2             | 20 січня 1998     | Сокорро (Нью-Мексико)                        | LINEAR                                                 |
| (10923) 1998 BM12                      | 1998 BM12            | 23 січня 1998     | Сокорро (Нью-Мексико)                        | LINEAR                                                 |
| 10924 Маріягриффін (Mariagriffin)      | 1998 BU25            | 29 січня 1998     | Обсерваторія та меморіал Пам'яті астронавтів | Аян Ґріффін                                            |
| 10925 Ванту (Ventoux)                  | 1998 BK30            | 28 січня 1998     | Бедуен                                       | П'єр Антоніні                                          |
| (10926) 1998 BF41                      | 1998 BF41            | 25 січня 1998     | Обсерваторія Галеакала                       | NEAT                                                   |
| 10927 Воклюз (Vaucluse)                | 1998 BB42            | 29 січня 1998     | Бловак                                       | Р. Рой                                                 |
| 10928 Капрара (Caprara)                | 1998 BW43            | 25 січня 1998     | Обсерваторія Азіаґо                          | Маура Томбеллі, Джузеппе Форті                         |
| 10929 Ченьфан'юнь (Chenfangyun)        | 1998 CF1             | 1 лютого 1998     | Станція Сінлун                               | SCAP                                                   |
| 10930 Цзіньюн (Jinyong)                | 1998 CR2             | 6 лютого 1998     | Станція Сінлун                               | SCAP                                                   |
| 10931 Сеццано (Ceccano)                | 1998 DA              | 16 лютого 1998    | Обсерваторія Беллатрікс                      | Джанлуко Масі                                          |
| 10932 Рібентрост (Rebentrost)          | 1998 DL1             | 18 лютого 1998    | Дребах                                       | Ґерард Легман                                          |
| (10933) 1998 DC24                      | 1998 DC24            | 17 лютого 1998    | Обсерваторія Наті-Кацуура                    | Йошісада Шімідзу, Такеші Урата                         |
| 10934 Польдельво (Pauldelvaux)         | 1998 DN34            | 27 лютого 1998    | Обсерваторія Ла-Сілья                        | Ерік Вальтер Ельст                                     |
| (10935) 1998 EC                        | 1998 EC              | 1 березня 1998    | Обсерваторія Оїдзумі                         | Такао Кобаяші                                          |
| (10936) 1998 FN11                      | 1998 FN11            | 22 березня 1998   | Обсерваторія Наті-Кацуура                    | Йошісада Шімідзу, Такеші Урата                         |
| 10937 Ферріс (Ferris)                  | 1998 QW54            | 27 серпня 1998    | Станція Андерсон-Меса                        | LONEOS                                                 |
| 10938 Лоренцалеві (Lorenzalevy)        | 1998 SW60            | 17 вересня 1998   | Станція Андерсон-Меса                        | LONEOS                                                 |
| (10939) 1999 CJ19                      | 1999 CJ19            | 10 лютого 1999    | Сокорро (Нью-Мексико)                        | LINEAR                                                 |
| (10940) 1999 CE52                      | 1999 CE52            | 10 лютого 1999    | Сокорро (Нью-Мексико)                        | LINEAR                                                 |
| (10941) 1999 CD79                      | 1999 CD79            | 12 лютого 1999    | Сокорро (Нью-Мексико)                        | LINEAR                                                 |
| (10942) 1999 CN83                      | 1999 CN83            | 10 лютого 1999    | Сокорро (Нью-Мексико)                        | LINEAR                                                 |
| 10943 Брюньєр (Brunier)                | 1999 FY6             | 20 березня 1999   | Коссоль                                      | ODAS                                                   |
| (10944) 1999 FJ26                      | 1999 FJ26            | 19 березня 1999   | Сокорро (Нью-Мексико)                        | LINEAR                                                 |
| (10945) 1999 GS9                       | 1999 GS9             | 14 квітня 1999    | Обсерваторія Наті-Кацуура                    | Йошісада Шімідзу, Такеші Урата                         |
| (10946) 1999 HR2                       | 1999 HR2             | 16 квітня 1999    | Станція Сінлун                               | SCAP                                                   |
| 10947 Кайзерштуль (Kaiserstuhl)        | 2061 P-L             | 24 вересня 1960   | Паломарська обсерваторія                     | К. Й. ван Гаутен, І. ван Гаутен-Ґроневельд, Т. Герельс |
| 10948 Оденвальд (Odenwald)             | 2207 P-L             | 24 вересня 1960   | Паломарська обсерваторія                     | К. Й. ван Гаутен, І. ван Гаутен-Ґроневельд, Т. Герельс |
| 10949 Кенігштуль (Konigstuhl)          | 3066 P-L             | 25 вересня 1960   | Паломарська обсерваторія                     | К. Й. ван Гаутен, І. ван Гаутен-Ґроневельд, Т. Герельс |
| 10950 Альберт'янсен (Albertjansen)     | 4049 P-L             | 24 вересня 1960   | Паломарська обсерваторія                     | К. Й. ван Гаутен, І. ван Гаутен-Ґроневельд, Т. Герельс |
| 10951 Спессарт (Spessart)              | 4050 P-L             | 24 вересня 1960   | Паломарська обсерваторія                     | К. Й. ван Гаутен, І. ван Гаутен-Ґроневельд, Т. Герельс |
| 10952 Фоґельсберґ (Vogelsberg)         | 4152 P-L             | 24 вересня 1960   | Паломарська обсерваторія                     | К. Й. ван Гаутен, І. ван Гаутен-Ґроневельд, Т. Герельс |
| 10953 Ґердачіра (Gerdatschira)         | 4276 P-L             | 24 вересня 1960   | Паломарська обсерваторія                     | К. Й. ван Гаутен, І. ван Гаутен-Ґроневельд, Т. Герельс |
| 10954 Шпіґель (Spiegel)                | 4545 P-L             | 24 вересня 1960   | Паломарська обсерваторія                     | К. Й. ван Гаутен, І. ван Гаутен-Ґроневельд, Т. Герельс |
| 10955 Харіг (Harig)                    | 5011 P-L             | 22 жовтня 1960    | Паломарська обсерваторія                     | К. Й. ван Гаутен, І. ван Гаутен-Ґроневельд, Т. Герельс |
| 10956 Воґези (Vosges)                  | 5023 P-L             | 24 вересня 1960   | Паломарська обсерваторія                     | К. Й. ван Гаутен, І. ван Гаутен-Ґроневельд, Т. Герельс |
| 10957 Альпи (Alps)                     | 6068 P-L             | 24 вересня 1960   | Паломарська обсерваторія                     | К. Й. ван Гаутен, І. ван Гаутен-Ґроневельд, Т. Герельс |
| 10958 Монблан (Mont Blanc)             | 6188 P-L             | 24 вересня 1960   | Паломарська обсерваторія                     | К. Й. ван Гаутен, І. ван Гаутен-Ґроневельд, Т. Герельс |
| 10959 Аппенніно (Appennino)            | 6579 P-L             | 24 вересня 1960   | Паломарська обсерваторія                     | К. Й. ван Гаутен, І. ван Гаутен-Ґроневельд, Т. Герельс |
| 10960 Ґран Сассо (Gran Sasso)          | 6580 P-L             | 24 вересня 1960   | Паломарська обсерваторія                     | К. Й. ван Гаутен, І. ван Гаутен-Ґроневельд, Т. Герельс |
| 10961 Буйсбаллот (Buysballot)          | 6809 P-L             | 24 вересня 1960   | Паломарська обсерваторія                     | К. Й. ван Гаутен, І. ван Гаутен-Ґроневельд, Т. Герельс |
| 10962 Сонненборг (Sonnenborgh)         | 9530 P-L             | 17 жовтня 1960    | Паломарська обсерваторія                     | К. Й. ван Гаутен, І. ван Гаутен-Ґроневельд, Т. Герельс |
| 10963 ван дер Брюгге (van der Brugge)  | 2088 T-1             | 25 березня 1971   | Паломарська обсерваторія                     | К. Й. ван Гаутен, І. ван Гаутен-Ґроневельд, Т. Герельс |
| 10964 Деґраафф (Degraaff)              | 3216 T-1             | 26 березня 1971   | Паломарська обсерваторія                     | К. Й. ван Гаутен, І. ван Гаутен-Ґроневельд, Т. Герельс |
| 10965 ван Леверінк (van Leverink)      | 3297 T-1             | 26 березня 1971   | Паломарська обсерваторія                     | К. Й. ван Гаутен, І. ван Гаутен-Ґроневельд, Т. Герельс |
| 10966 ван дер Гухт (van der Hucht)     | 3308 T-1             | 26 березня 1971   | Паломарська обсерваторія                     | К. Й. ван Гаутен, І. ван Гаутен-Ґроневельд, Т. Герельс |
| 10967 Billallen                        | 4349 T-1             | 26 березня 1971   | Паломарська обсерваторія                     | К. Й. ван Гаутен, І. ван Гаутен-Ґроневельд, Т. Герельс |
| 10968 Штеркен (Sterken)                | 4393 T-1             | 26 березня 1971   | Паломарська обсерваторія                     | К. Й. ван Гаутен, І. ван Гаутен-Ґроневельд, Т. Герельс |
| 10969 Перріман (Perryman)              | 4827 T-1             | 13 травня 1971    | Паломарська обсерваторія                     | К. Й. ван Гаутен, І. ван Гаутен-Ґроневельд, Т. Герельс |
| 10970 де Зеу (de Zeeuw)                | 1079 T-2             | 29 вересня 1973   | Паломарська обсерваторія                     | К. Й. ван Гаутен, І. ван Гаутен-Ґроневельд, Т. Герельс |
| 10971 ван Дішок (van Dishoeck)         | 1179 T-2             | 29 вересня 1973   | Паломарська обсерваторія                     | К. Й. ван Гаутен, І. ван Гаутен-Ґроневельд, Т. Герельс |
| 10972 Мербольд (Merbold)               | 1188 T-2             | 29 вересня 1973   | Паломарська обсерваторія                     | К. Й. ван Гаутен, І. ван Гаутен-Ґроневельд, Т. Герельс |
| 10973 Томасрайтер (Thomasreiter)       | 1210 T-2             | 29 вересня 1973   | Паломарська обсерваторія                     | К. Й. ван Гаутен, І. ван Гаутен-Ґроневельд, Т. Герельс |
| 10974 Керолальберт (Carolalbert)       | 2225 T-2             | 29 вересня 1973   | Паломарська обсерваторія                     | К. Й. ван Гаутен, І. ван Гаутен-Ґроневельд, Т. Герельс |
| 10975 Schelderode                      | 2246 T-2             | 29 вересня 1973   | Паломарська обсерваторія                     | К. Й. ван Гаутен, І. ван Гаутен-Ґроневельд, Т. Герельс |
| 10976 Wubbena                          | 2287 T-2             | 29 вересня 1973   | Паломарська обсерваторія                     | К. Й. ван Гаутен, І. ван Гаутен-Ґроневельд, Т. Герельс |
| 10977 Mathlener                        | 3177 T-2             | 30 вересня 1973   | Паломарська обсерваторія                     | К. Й. ван Гаутен, І. ван Гаутен-Ґроневельд, Т. Герельс |
| 10978 Barbchen                         | 4095 T-2             | 29 вересня 1973   | Паломарська обсерваторія                     | К. Й. ван Гаутен, І. ван Гаутен-Ґроневельд, Т. Герельс |
| 10979 Fristephenson                    | 4171 T-2             | 29 вересня 1973   | Паломарська обсерваторія                     | К. Й. ван Гаутен, І. ван Гаутен-Ґроневельд, Т. Герельс |
| 10980 Браймер (Breimer)                | 4294 T-2             | 29 вересня 1973   | Паломарська обсерваторія                     | К. Й. ван Гаутен, І. ван Гаутен-Ґроневельд, Т. Герельс |
| 10981 Франсаріс (Fransaris)            | 1148 T-3             | 17 жовтня 1977    | Паломарська обсерваторія                     | К. Й. ван Гаутен, І. ван Гаутен-Ґроневельд, Т. Герельс |
| 10982 Порінк (Poerink)                 | 2672 T-3             | 11 жовтня 1977    | Паломарська обсерваторія                     | К. Й. ван Гаутен, І. ван Гаутен-Ґроневельд, Т. Герельс |
| 10983 Смолдерс (Smolders)              | 3196 T-3             | 16 жовтня 1977    | Паломарська обсерваторія                     | К. Й. ван Гаутен, І. ван Гаутен-Ґроневельд, Т. Герельс |
| 10984 Ґіспен (Gispen)                  | 3507 T-3             | 16 жовтня 1977    | Паломарська обсерваторія                     | К. Й. ван Гаутен, І. ван Гаутен-Ґроневельд, Т. Герельс |
| 10985 Фіст (Feast)                     | 4017 T-3             | 16 жовтня 1977    | Паломарська обсерваторія                     | К. Й. ван Гаутен, І. ван Гаутен-Ґроневельд, Т. Герельс |
| 10986 Ґовер (Govert)                   | 4313 T-3             | 16 жовтня 1977    | Паломарська обсерваторія                     | К. Й. ван Гаутен, І. ван Гаутен-Ґроневельд, Т. Герельс |
| (10987) 1967 US                        | 1967 US              | 30 жовтня 1967    | Гамбурзька обсерваторія                      | Любош Когоутек                                         |
| 10988 Файнштайн (Feinstein)            | 1968 OL              | 28 липня 1968     | Астрономічний комплекс Ель-Леонсіто          | Обсерваторія Фелікса Аґілара                           |
| 10989 Dolios                           | 1973 SL1             | 19 вересня 1973   | Паломарська обсерваторія                     | К. Й. ван Гаутен, І. ван Гаутен-Ґроневельд, Т. Герельс |
| 10990 Окунєв (Okunev)                  | 1973 SF6             | 28 вересня 1973   | КрАО                                         | Черних Микола Степанович                               |
| 10991 Дулов (Dulov)                    | 1974 RY1             | 14 вересня 1974   | КрАО                                         | Черних Микола Степанович                               |
| 10992 Вірюславія (Veryuslaviya)        | 1974 SF              | 19 вересня 1974   | КрАО                                         | Черних Людмила Іванівна                                |
| (10993) 1975 XF                        | 1975 XF              | 1 грудня 1975     | Астрономічна станція Серро Ель Робле         | Карлос Торрес, Серхіо Баррос                           |
| (10994) 1978 EU9                       | 1978 EU9             | 15 березня 1978   | Паломарська обсерваторія                     | Ш. Дж. Бас                                             |
| (10995) 1978 NS                        | 1978 NS              | 10 липня 1978     | Паломарська обсерваторія                     | Е. Гелін, Юджин Шумейкер                               |
| 10996 Армандшпітц (Armandspitz)        | 1978 NX7             | 7 липня 1978      | Паломарська обсерваторія                     | Ш. Дж. Бас                                             |
| 10997 Ґам (Gahm)                       | 1978 RX7             | 2 вересня 1978    | Обсерваторія Ла-Сілья                        | Клаес-Інґвар Лаґерквіст                                |
| (10998) 1978 UN4                       | 1978 UN4             | 27 жовтня 1978    | Паломарська обсерваторія                     | Мішель Олмстід                                         |
| (10999) 1978 VC6                       | 1978 VC6             | 7 листопада 1978  | Паломарська обсерваторія                     | Е. Гелін, Ш. Дж. Бас                                   |
| (11000) 1978 VE6                       | 1978 VE6             | 6 листопада 1978  | Паломарська обсерваторія                     | Е. Гелін, Ш. Дж. Бас                                   |

| ← Астероїди 10001—20000 → |             |             |             |             |             |             |             |             |             |
| 10001—10100               | 11001—11100 | 12001—12100 | 13001—13100 | 14001—14100 | 15001—15100 | 16001—16100 | 17001—17100 | 18001—18100 | 19001—19100 |
| 10101—10200               | 11101—11200 | 12101—12200 | 13101—13200 | 14101—14200 | 15101—15200 | 16101—16200 | 17101—17200 | 18101—18200 | 19101—19200 |
| 10201—10300               | 11201—11300 | 12201—12300 | 13201—13300 | 14201—14300 | 15201—15300 | 16201—16300 | 17201—17300 | 18201—18300 | 19201—19300 |
| 10301—10400               | 11301—11400 | 12301—12400 | 13301—13400 | 14301—14400 | 15301—15400 | 16301—16400 | 17301—17400 | 18301—18400 | 19301—19400 |
| 10401—10500               | 11401—11500 | 12401—12500 | 13401—13500 | 14401—14500 | 15401—15500 | 16401—16500 | 17401—17500 | 18401—18500 | 19401—19500 |
| 10501—10600               | 11501—11600 | 12501—12600 | 13501—13600 | 14501—14600 | 15501—15600 | 16501—16600 | 17501—17600 | 18501—18600 | 19501—19600 |
| 10601—10700               | 11601—11700 | 12601—12700 | 13601—13700 | 14601—14700 | 15601—15700 | 16601—16700 | 17601—17700 | 18601—18700 | 19601—19700 |
| 10701—10800               | 11701—11800 | 12701—12800 | 13701—13800 | 14701—14800 | 15701—15800 | 16701—16800 | 17701—17800 | 18701—18800 | 19701—19800 |
| 10801—10900               | 11801—11900 | 12801—12900 | 13801—13900 | 14801—14900 | 15801—15900 | 16801—16900 | 17801—17900 | 18801—18900 | 19801—19900 |
| 10901—11000               | 11901—12000 | 12901—13000 | 13901—14000 | 14901—15000 | 15901—16000 | 16901—17000 | 17901—18000 | 18901—19000 | 19901—20000 |